# Aldo Leschorn
Aldo Leschorn Ariza (1955) è un ex cestista dominicano.

## Carriera
Con la Rep. Dominicana ha disputato i Campionati del mondo del 1978.